# Область Війська Донського
47°26′09″ пн. ш. 40°05′55″ сх. д. / 47.435833333333° пн. ш. 40.098611111111° сх. д.
Область Війська Донського (також Донщина) — адміністративно-територіальна одиниця в Російській імперії у 1870 (1786) — 1920 роках, що первинно була заселена донськими козаками і управлялася за особливим положенням.

## Географія
Розташовувалась в південній частині Європейської Росії, між 46°7 і 51°18 півн ш. і 37½° і 45° сх. д., межувала: з півночі — з Воронезькою і Саратовською губерніями, зі сходу — з Саратовською і Астраханською, з півдня — з Ставропольською губернією, Кубанською областю і Азовським морем, із заходу — з Катеринославською, Харківською і Воронезькою губерніями. Примикаючи південно-західним кутом до Азовського моря, майже вся область лежить в сточищі річки Дон. Площа — 152700 км² (143128 кв. верст).

### Поділ
Поділ на 7 козацьких округів й особливе адміністративне утворення Калмицькі кочів'я запроваджено 1802 року ще за існування Землі війська Донського. До 1802 року Земля була поділена на 11 розшукових начальств.
1806 року з Калмицького кочів'я утворено Калмицький округ.
Військові:
- Черкаський округ
- Донецький округ
- Перший Донський округ
- Другий Донський округ
- Усть-Медведицький округ
- Хоперський округ
- Сальський округ

У 1888 році після приєднанням південно-східних земель Катеринославської губернії до Області війська Донського утворилися цивільні округи:
- Ростовський округ — з Катеринославської губернії.
- Таганрізький округ — утворений з переданого з Катеринославської губернії міста Таганріг й скасованого Міуського округу

## Історія
З 1786 була утворена Земля війська Донського. Межі землі були установлені 1786 року, що були підтверджені 1792 року Жалованною грамотою.
21 травня 1870 Земля війська була перейменована на Область війська Донського.
Центр — Черкаськ, з 1806 — Новочеркаськ.
Після Жовтневого перевороту донські козаки під головуванням Петра Краснова взяли участь в поході на Петроград.
Після припинення походу 1918 року Всевелике Військо Донське оголосило про свою автономію аж до відновлення легітимної російської влади. Верховна влада передавалася виборному отаману, законодавчо-дорадчі функції залишалися за Кругом. Прапором Всевеликого Війська Донського став триколор з горизонтальними смужками: синьою, жовтою і червоною, що символізували єдність трьох народів Дону: козаків, калмиків й росіян.
23 березня 1918 року тут була проголошена Донська Радянська Республіка, що проіснувала до 8 травня 1918 року.
8 травня 1918 року до області ввійшли німецькі війська. За сприяння німецьких союзників на частині території області була встановлена влада Української Держави. Таганрізький округ приєднано до Катеринославської губернії.
8 січня 1920 захоплена Червоною армією.
20 березня 1920 року Область війська Донського ліквідована й тут створена Донська область РРФСР.

## Населення
У 1897 році в області було близько 2,5 млн жителів, з них 320 тис. — у містах.

## Сучасний стан
Територія Області Війська Донського нині поділена між Росією, куди ввійшла велика її частина, і Україною. Майже вся територія сучасної Ростовської області Росії припадає на землю Області Війська Донського, за винятком півдня Єгорлицького району, що входив до Кубанської області, території на південь від лінії Середній Єгорлик — Манич, що входила до Ставропільської губернії. Велика частина правобережної частини сучасної Волгоградської області Росії також входила в Область Війська Донського. Також до ОВД відносилася територія сучасного Краснодарського краю на північ від лінії Єя — Куго-Єя. Територія колишньої Області Війська Донського займала, крім того, південний схід Донецької, а також південь і північний схід Луганської областей сучасної України.